# Fernando Gutiérrez Barrios, Xalapa
Fernando Gutiérrez Barrios är en ort i Mexiko.   Den ligger i kommunen Xalapa och delstaten Veracruz, i den sydöstra delen av landet, 240 km öster om huvudstaden Mexico City. Fernando Gutiérrez Barrios ligger 1 201 meter över havet och antalet invånare är 126.
Terrängen runt Fernando Gutiérrez Barrios är huvudsakligen kuperad, men den allra närmaste omgivningen är platt. Terrängen runt Fernando Gutiérrez Barrios sluttar österut. Runt Fernando Gutiérrez Barrios är det tätbefolkat, med 331 invånare per kvadratkilometer. Närmaste större samhälle är Xalapa, 6,2 km väster om Fernando Gutiérrez Barrios. I omgivningarna runt Fernando Gutiérrez Barrios växer huvudsakligen savannskog.